# Ruská menšina v Česku
Ruská menšina v Česku představuje jednu z početně méně významných národnostních menšin na území České republiky. Podle údajů z 1. března 2001 se v Česku se v Česku k ruské národnosti oficiálně hlásilo 12 369 osob, což ji v té době činilo početně menší než menšiny slovenské (1,89 %), polské (0,51 %), německé (0,38 %), ukrajinské (0,22 %) nebo vietnamské (0,17 %). Podle údajů z 31. května 2011 žilo v ČR 30 282 cizinců se státním občanstvím Ruské federace, mající zde trvalý či jiný typ pobytu a dle údajů z konce roku 2013 se v Česku k ruské národnosti oficiálně hlásilo asi 33 tisíc osob, což ji činilo čtvrtou nejpočetnější skupinou. Zástupci ruské menšiny počet sami odhadují na 16–20 000 osob. 
Geografické usídlení etnika v ČR je celoplošné, s větší mírou koncentrace v Praze, Karlových Varech, Brně a dalších větších městech.
Rusové jsou zastoupeni ve vládní radě pro národnostní menšiny; jejich zastoupení je však minimální, pouze jeden delegát.

## Historie

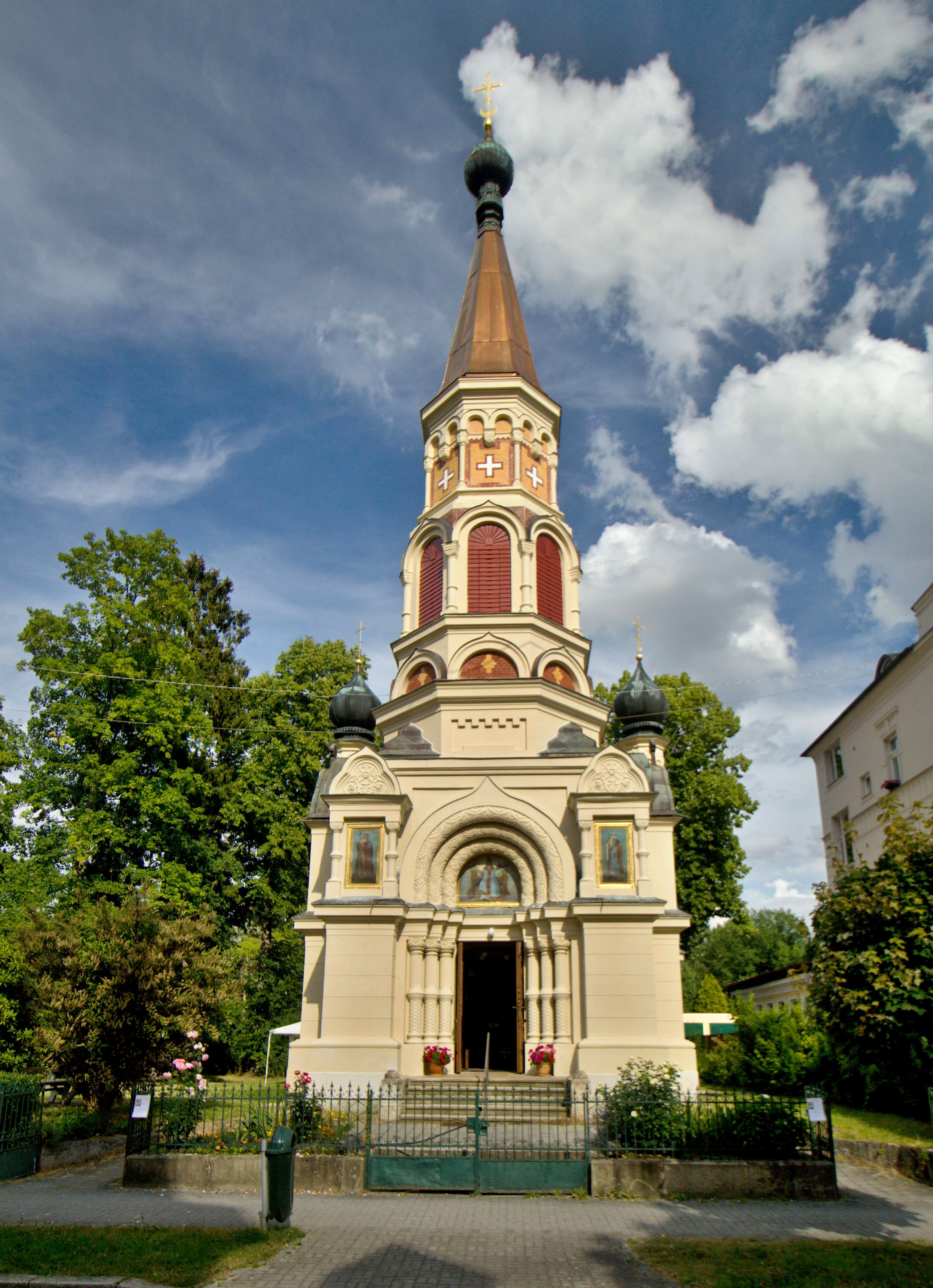
Chrám sv. kněžny Olgy ve Františkových Lázních z roku 1889 je nejstarší původně pravoslavný chrám na českém území.

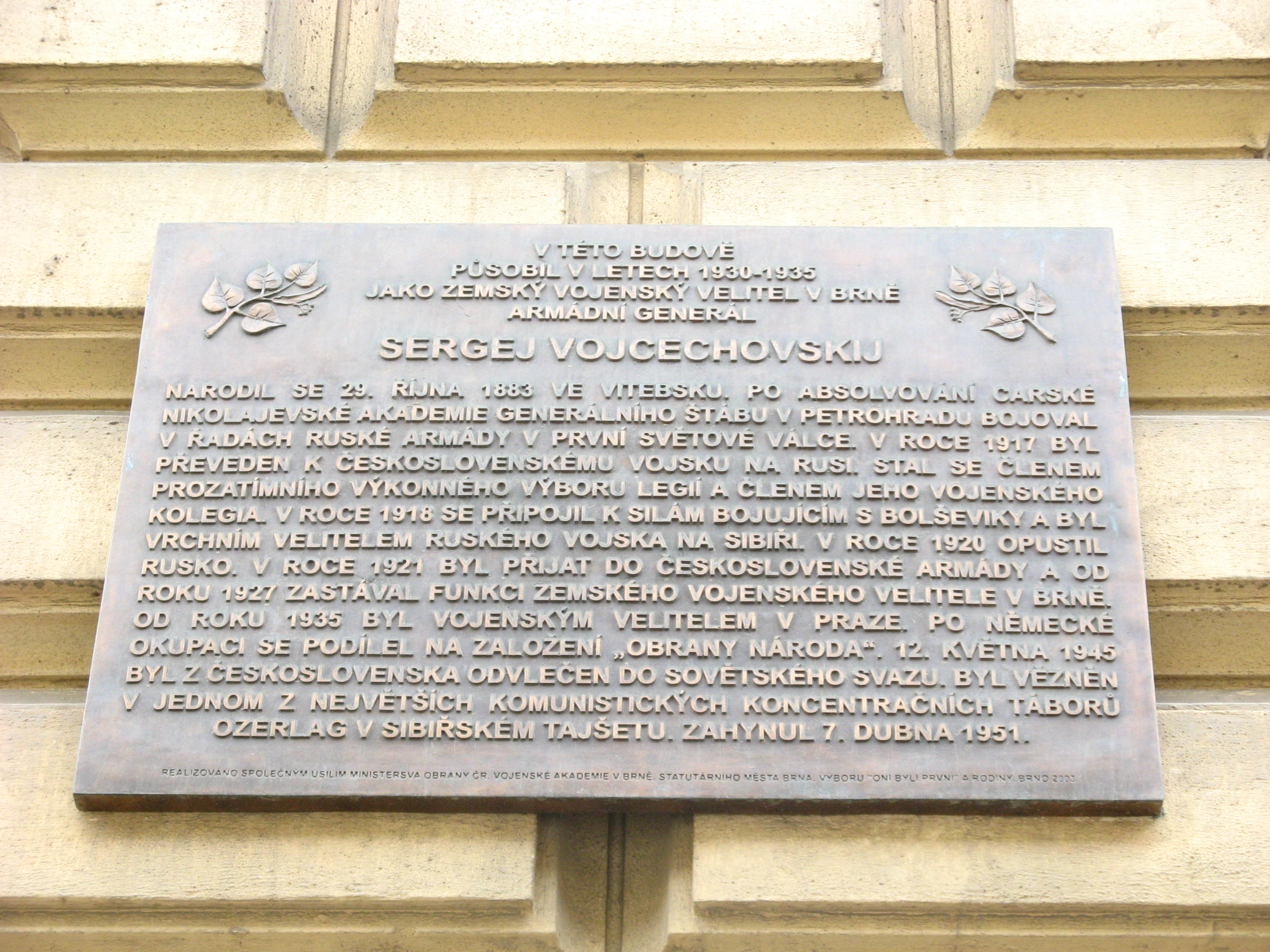
Pamětní deska československého armádního generála Sergeje Vojcechovského.

Ačkoli již v době Habsburské monarchie existovaly určité sympatie a vazby českých vlastenců směrem k „velké Rusi“, naprostá většina občanů Ruského impéria v době před první světovou válkou přijížděla do českých zemí především jako hosté z řad aristokracie či bohatého měšťanstva. Kromě Prahy byli častými hosty zejména v západočeských lázeňských městech, kde byly právě pro ruské hosty vystavěny pravoslavné chrámy. Jako první z nich (z roku 1889) chrám sv. kněžny Olgy ve Františkových Lázních, v Karlových Varech chrám svatých apoštolů Petra a Pavla a v Mariánských Lázních chrám sv. Vladimíra. Autorem všech tří kostelů byl františkolázeňský architekt Gustav Wiedermann.

### Po první světové válce
V roce 1918 a dalších letech přicházelo na území tehdejšího Československa velké množství ruských občanů prchajících před občanskou válkou a bolševickým pronásledováním. Politika první republiky byla k menšinám a zejména k ruské emigraci vstřícná. V rámci tzv. „ruské pomocné akce“, která probíhala v letech 1921-1926 přislíbilo tehdy Československo dětem, ženám, invalidům, pracovníkům z oblasti technických a kulturních oboru, zemědělcům a studentům pomoc. Bylo stanovena pětiletá lhůta jako doba potřebná k dostudování na zdejších odborných školách. Nadto v roce 1923 v Praze vznikla Ruská národní univerzita, která fungovala až do roku 1949. 

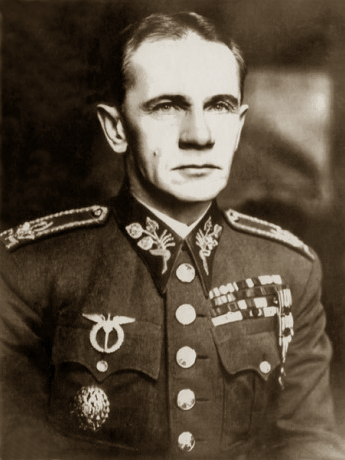
Sergej Vojcechovskij v československé generálské uniformě, rok 1938

Ruské obyvatelstvo se tehdy koncentrovalo převážně ve městech, kde se tyto školy nalézaly (např. Praha, Brno, Plzeň, Poděbrady, Příbram či Bratislava). Akce měla připravit inteligenci pro Rusko, kam by se mohli již vzdělaní vrátit, až se poměry v zemi ustálí. Velká hospodářská krize ve 30. letech a poměry v Sovětském svazu však návratu většiny z nich zabránily. Část obyvatel přesídlila do dalších zemí, část se snažila získat československé občanství. Druhá vlna migrace přišla o několik let později a tvořily ji většinou manželky českých studentů.
V procesu vzdělávání se také velmi angažovala pravoslavná církev okolo arcibiskupa Sergije Koroljova, jehož působnost zahrnovala také správu komunit věřících v Brně a Bratislavě. Jeho zásluhou se podařilo sehnat značné množství prostředků pro účel výstavby pravoslavného chrámu Zesnutí Přesvaté Bohorodice na Olšanských hřbitovech v Praze v letech 1924–1925.

### Po druhé světové válce
Po skončení druhé světové války sovětské orgány (Směrš) odvlekly většinu ruských obyvatel zpět do staré vlasti. V roce 1946 Ruská svobodná univerzita ukončila svou činnost a v roce 1949 byla zrušena úplně.
Po sovětské invazi v srpnu 1968 byla v Milovicích umístěna Střední skupina vojsk. Emigranti, kteří v tehdejším Československu zůstali, byli následně vyňati z upřednostňování všeho ruského a vztah k těmto obyvatelům se po vojenské invazi v roce 1968 ještě zhoršil.
Český spisovatel ruského původu Sergej Machonin jako jeden z prvních podepsal Chartu 77. Po roce 1989 se český publicista Vladimír Bystrov, syn ruského emigranta, začal věnovat problematice československých občanů ruského původu zavlečených po druhé světové válce do sovětských gulagů.

### Po roce 1989

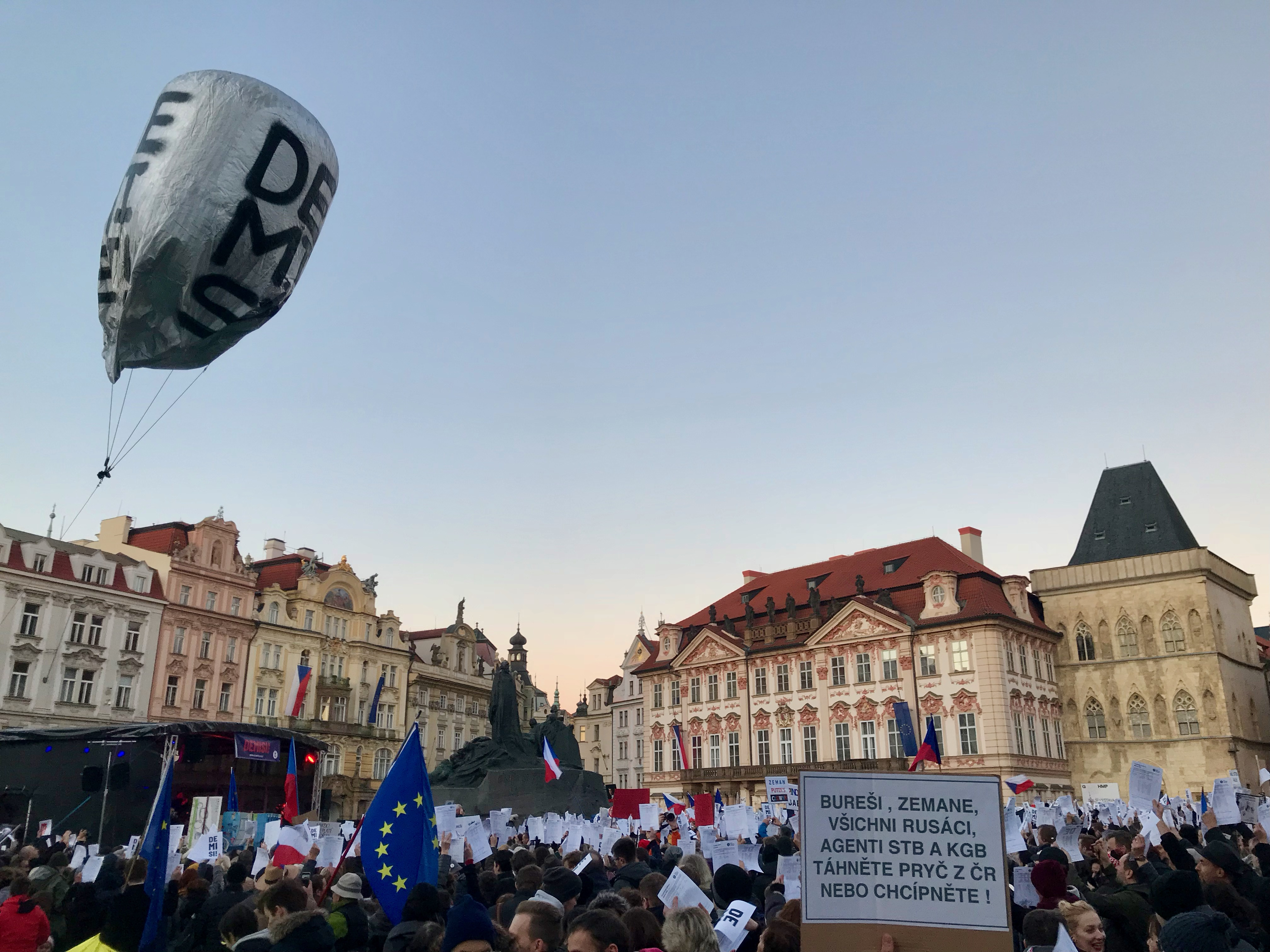
Protiruský nápis na demonstraci v Praze 17. listopadu 2018

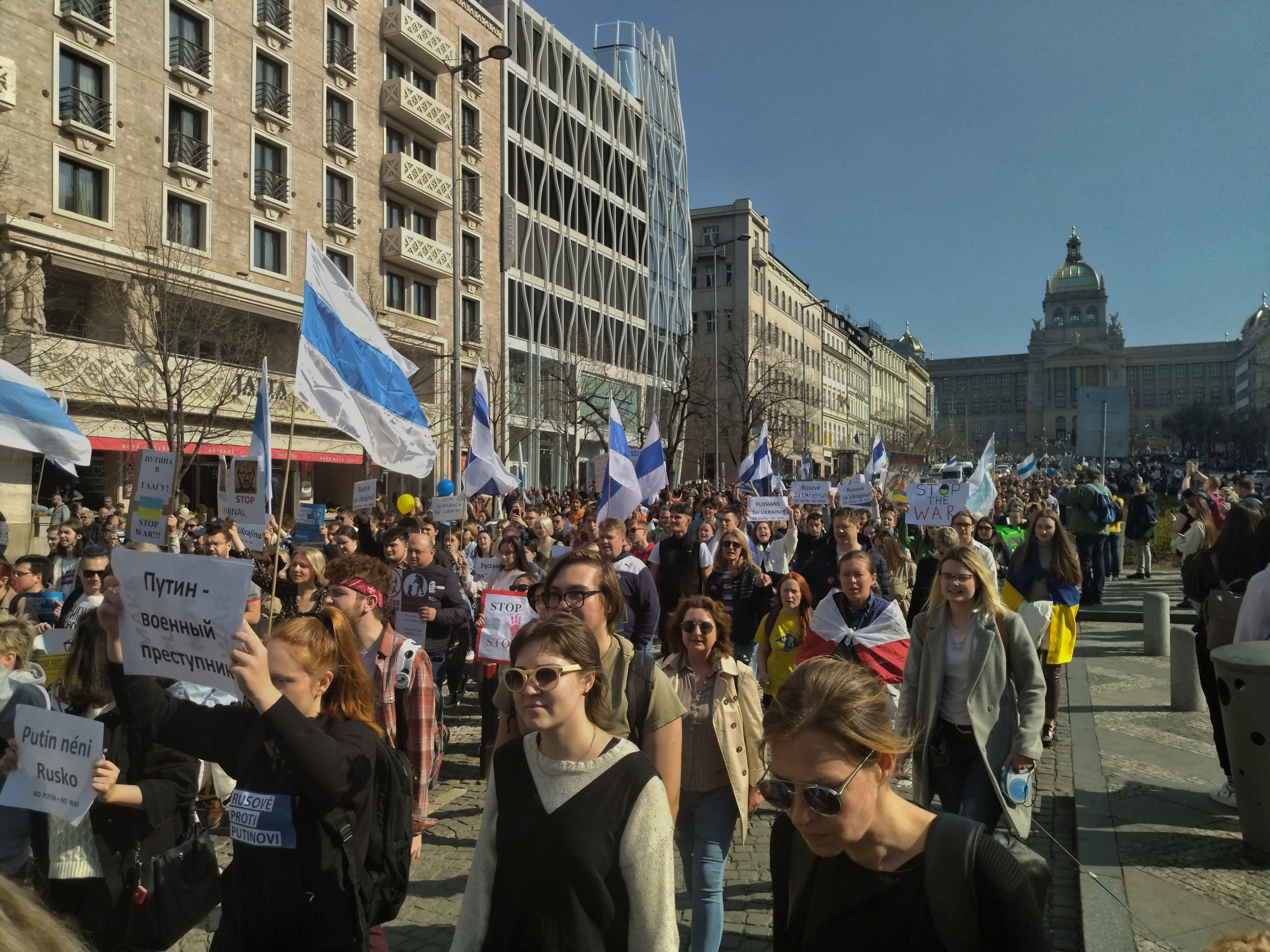
Protest Rusů žijících v Česku proti válce na Ukrajině 26. března 2022

Poslední vlna, početně zatím nejsilnější, se zde v ČR objevila po rozpadu SSSR. První roky po revoluci v Česku byly podle Rusů těžké, protiruské nálady podle nich ovlivňovaly celou společnost. Na počátku 21. století byli podle názorů ruské menšiny Češi k Rusům mnohem tolerantnější. Zlepšující se vztah Čechů k Rusům potvrzovali i majitelé ruských obchodů (např. klientela byla ze třiceti procent česká a její podíl prý stále rostl). Protiruské nálady v Česku jsou znovu na vzestupu od roku 2014.
Český hokejový útočník ruského původu Dmitrij Jaškin hraje v zámořské NHL a v roce 2018 reprezentoval Česko na MS v hokeji, kde přispěl brankou k českému vítězství v zápase s Ruskem.
Politická aktivita žijících v ČR Rusů je dlouhodobě nízká.. Prezidentských voleb v Rusku v březnu 2024 na ambasádě v Praze, které se konaly v pracovní den a kandidovali v nich pouze Putin a několik jím vybraných kandidátů, se zúčastnilo pouze 1 647 osob. Dle oficiálních výsledků Putin získal v Praze 15,68 % hlasů, zatímco v anonymním dotazníku před ambasádou 4 % voličů uvedlo, že budou volit Putina..
Ani po roce 2022 nedošlo k rozšíření u osob ruského původu pozbývání ruského občanství po udělení českého. Tak v roce 2023 české státní občanství bylo uděleno 1 180 ruským občanům, ale pouze 1 osoba pozbyla ruského občanství. V letech 2016 až 2020 žádný český občan nepozbyl ruského státního občanství.
Pro ruské občany žijící v cizině je obtížné zbavit se ruského občanství, protože podle ruských zákonů vyvázat se z ruského občanství lze pouze tehdy, pokud získali už jiné občanství nebo mají garanci, že ho získají, a nebylo proti nim zahájeno trestní stíhání. Navíc musí odcestovat do Ruska a ruské úřady musí souhlasit s jejich žádostí o zrušení ruského občanství, a žadatelé musí dokázat, že nemají žádné dluhy před ruským státem, včetně vojenské služby. Cílem těchto opatření je omezit politickou aktivitu ruských občanů, kteří nesouhlasí s politikou ruské vlády a dlouhodobě pobývají v cizině. Podle návrhu poslance Martina Exnera a ministra vnitra Víta Rakušana, který byl v prosinci 2024 v Poslanecké sněmovně schválen poslanci Fialovy koalice, podmínkou pro získání českého občanství by nově mělo být vzdání se ruského občanství. U osob starších patnácti let bude také přerušeno vyřizování už podaných žádostí o české občanství. Podle kritiků návrhu se jedná o diskriminační opatření, které je založeno na principu kolektivní viny, a postihne především ruské občany s trvalým pobytem v Česku, kteří veřejně kritizovali Putinův režim a válku na Ukrajině nebo projevili sympatie k ruské opozici, a existuje tedy riziko, že s nimi ruský stát nebude spolupracovat a v případě cesty do Ruska jim bude hrozit zatčení. Žadatelé o občanství České republiky, kterou Rusko prohlásilo za „nepřátelský stát“, bývají podrobeni přísnější kontrole.
V reakci na kampaň hnutí STAN s názvem „Matrjošky v Česku nechceme“, která byla namířená proti ruské menšině v Česku, vznikla petice příslušníků ruské menšiny s názvem „Nejsme matrjošky, jsme lidé“.

## Typologie
Převážná většina ruských podnikatelů, především v Karlových Varech, jsou cizinci, kteří nemají české občanství, pouze na území ČR podnikají. Samotná menšina značně roztříštěná, jednotlivé skupiny si vzájemně nedůvěřují, odlišují se životními postoji, zkušenostmi a politickou orientací. Je to způsobeno pravděpodobně tím, že ruské obyvatelstvo přicházelo na naše území v několika vlnách ze zcela odlišných důvodů a pocházelo či pochází z různých společenských vrstev.

### Ruská menšina v Karlových Varech
Příslušníci ruské menšiny, kteří působí v Karlových Varech většinou nejsou občané ČR, pouze zde podnikají a působí jakožto vlastníci nemovitostí, hotelů apod. Vlastní zde několik desítek hotelů, neinvestují však pouze do svého majetku, ale i do veřejných projektů. Podle oficiálních údajů žilo v Karlových Varech na začátku roku 2004 491 občanů Ruské federace s trvalým pobytem a 450 jich mělo povolený pobyt na základě víza nad 90 dnů. (31. leden 2004). Většinou se jedná o movitější migranty, mnozí z nich zde žijí se svými rodinami. Málo příslušníků této menšiny ovládá český jazyk. 

## Demografie
Vývoj počtu cizinců s občanstvím Ruské federace od roku 2003. Tabulka zobrazuje celkové údaje za Českou republiku a za dvě města (Praha a Karlovy Vary, resp. okres Karlovy Vary) s procentuálně nejvyšším zastoupením této menšiny. V roce 2024 žilo v Česku celkem 40 670 Rusů s povoleným dlouhodobým nebo trvalým pobytem a několik tisíc s dvojím občanstvím. 

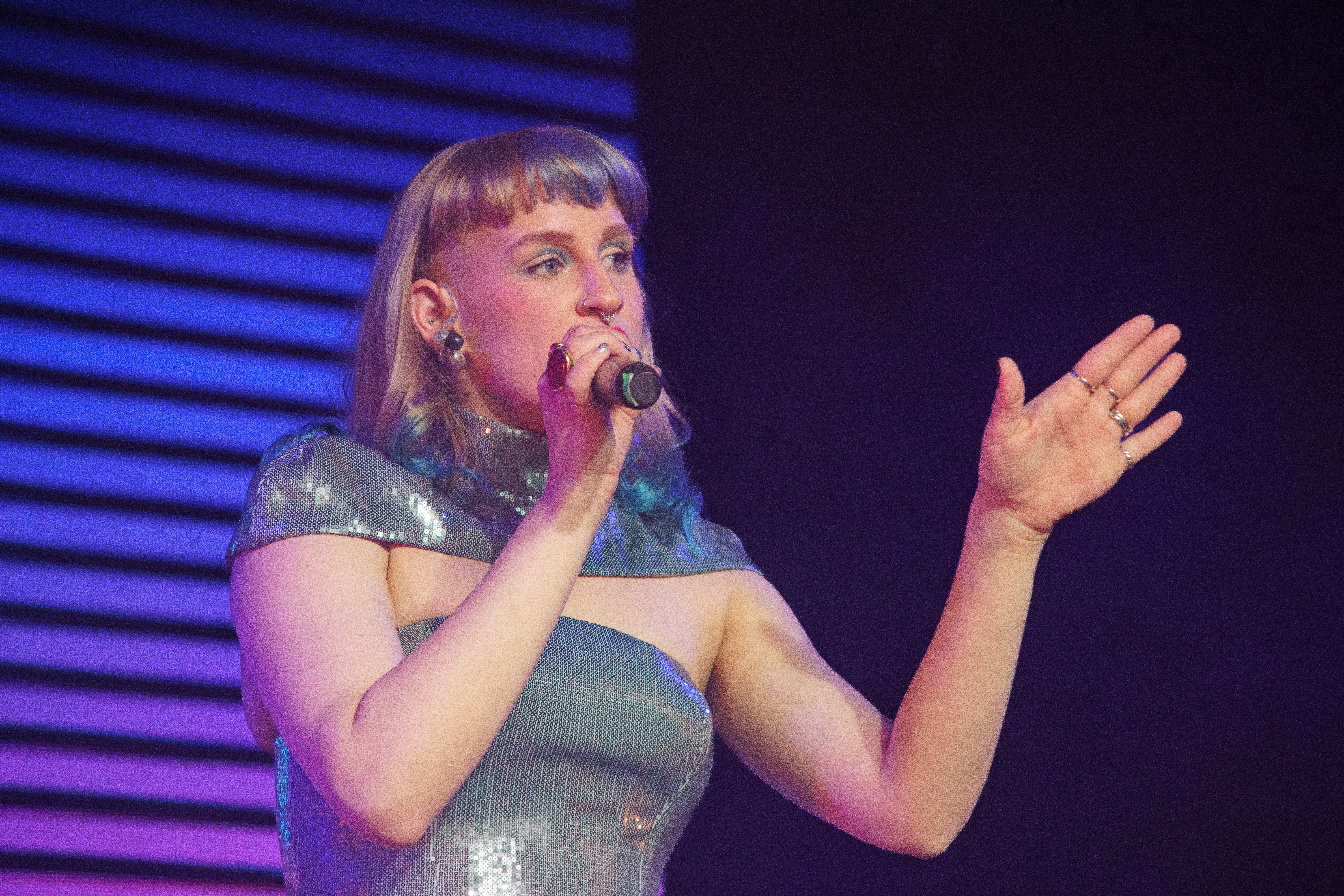
Zpěvačka Aiko reprezentovala Česko na Eurovision Song Contest 2024

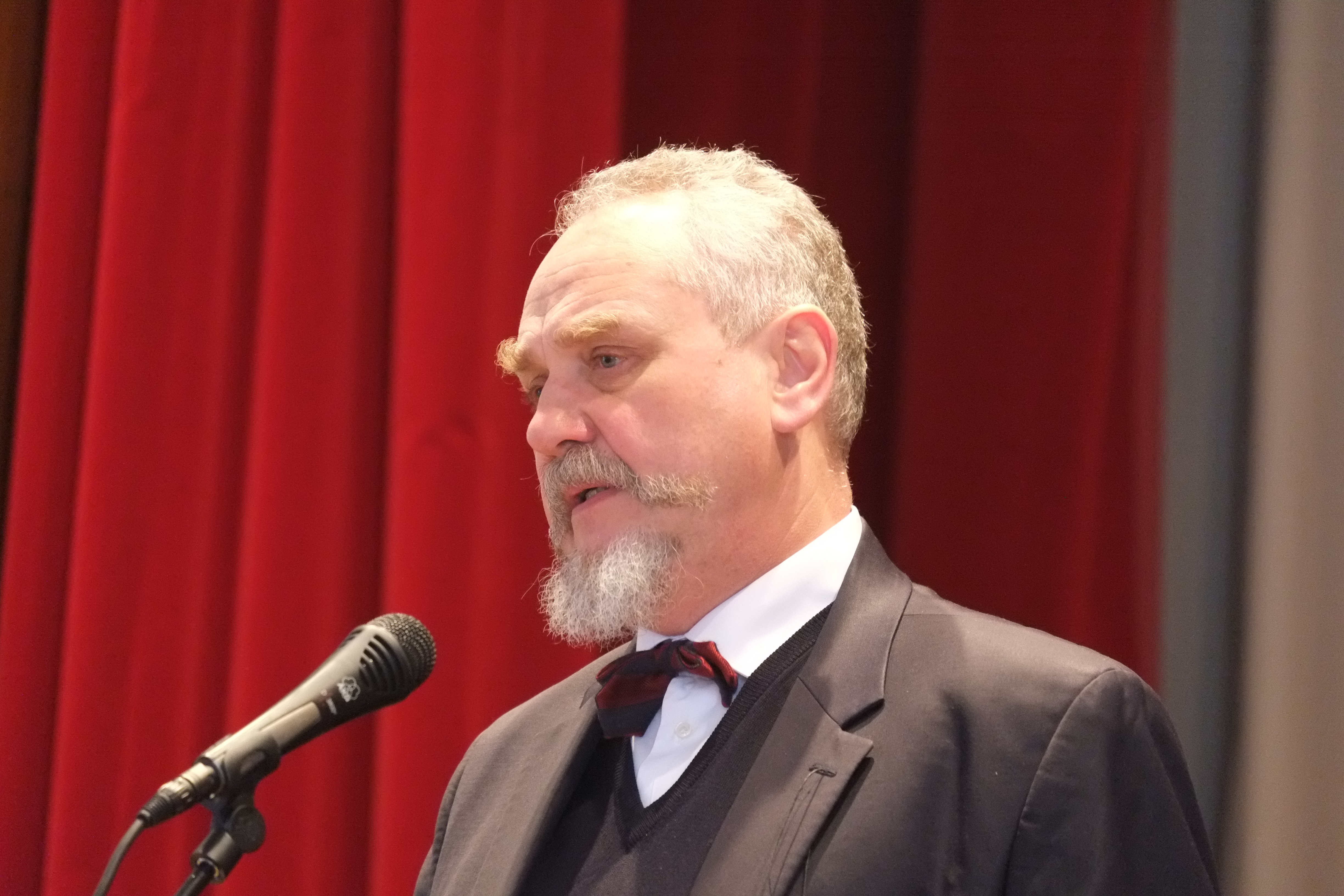
Historik a politolog Andrej Borisovič Zubov

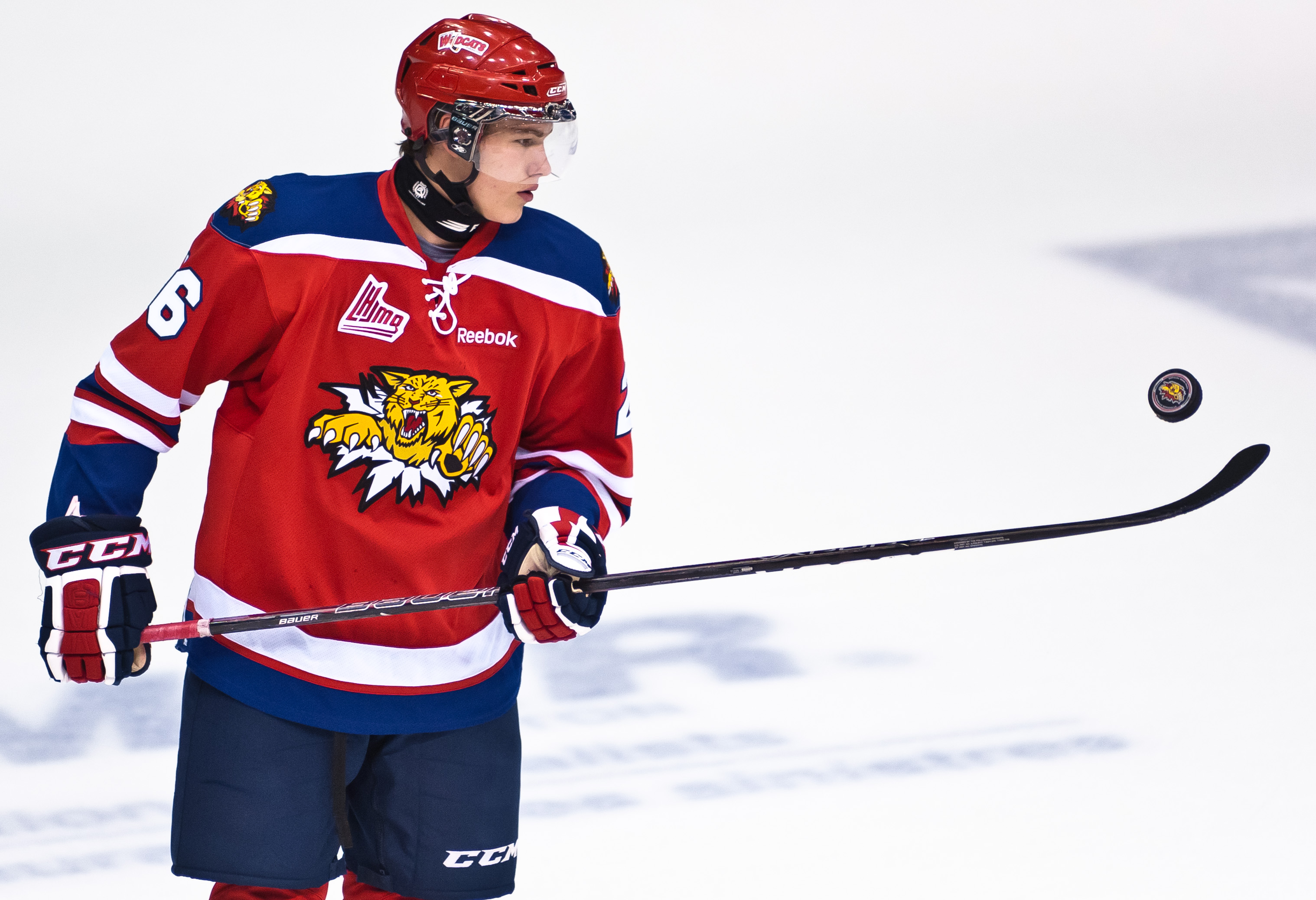
Hokejový útočník Dmitrij Jaškin

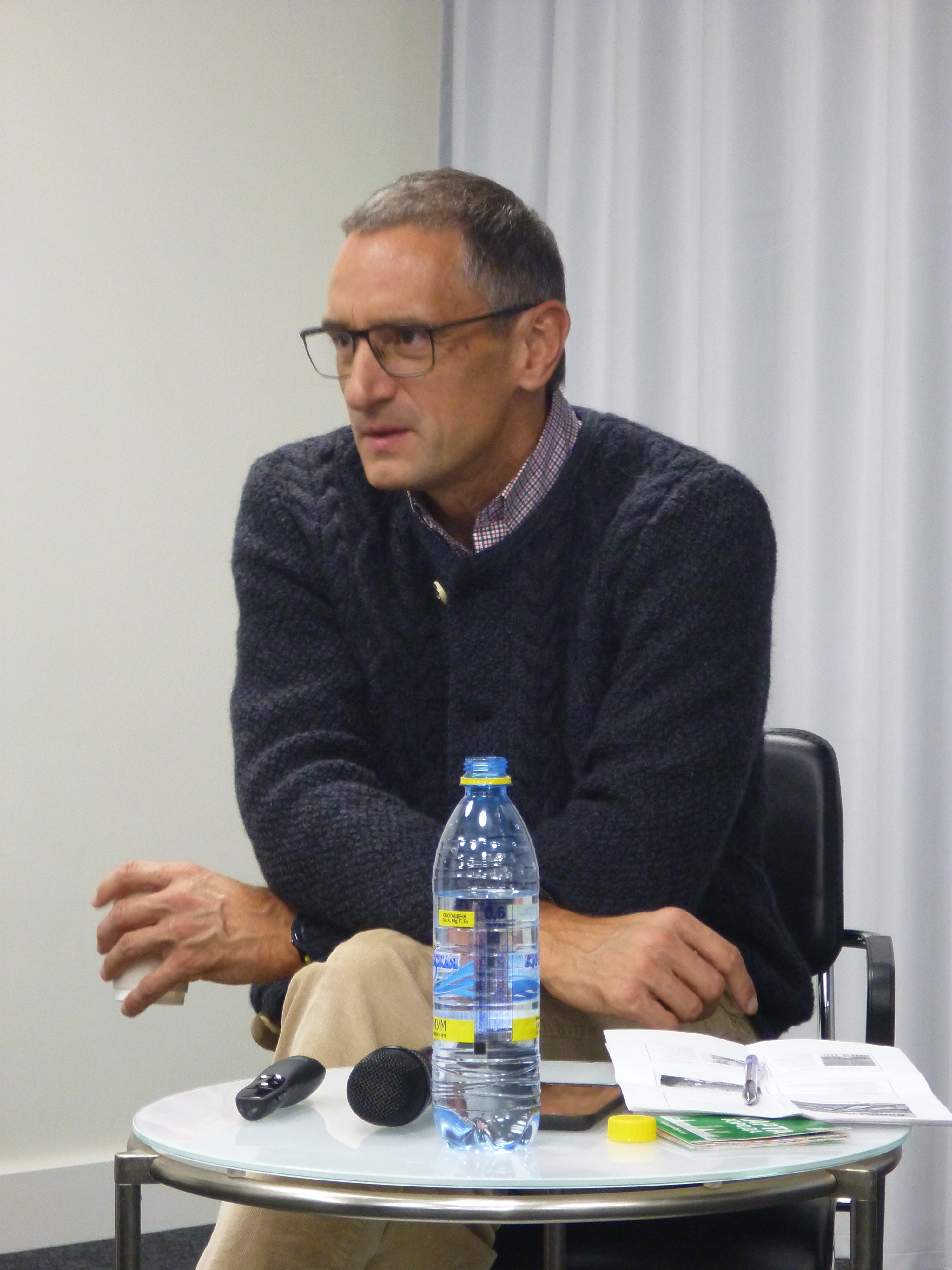
Politolog a publicista Sergej Medveděv

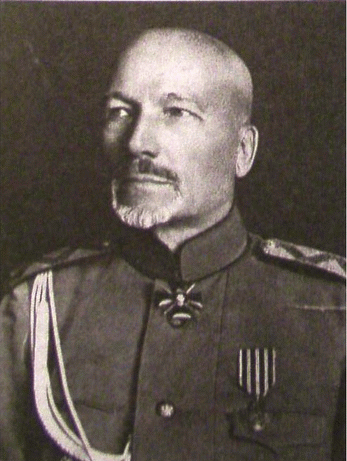
Generál Nikolaj Alexandrovič Chodorovič, který se zasadil o vznik České družiny v Rusku, a zemřel v exilu v Praze

| Rok          | 2003   | 2004   | 2005   | 2006   | 2007   | 2008   | 2009   | 2010   | 2011   | 2012   |
| ------------ | ------ | ------ | ------ | ------ | ------ | ------ | ------ | ------ | ------ | ------ |
| Celá ČR      | 12 605 | 14 747 | 16 627 | 18 954 | 23 278 | 27 178 | 30 395 | 31 941 | 32 376 | 32 961 |
| Karlovy Vary | 929    | 1 198  | 1 199  | 1 393  | 1 753  | 2 173  | 2 433  | 2 571  | 2 430  | 1 981  |
| Praha        | 6 428  | 7 495  | 8 588  | 9 782  | 13 055 | 15 468 | 17 509 | 18 703 | 19 587 | 20 160 |

## Češi ruského původu a Rusové žijící v Česku
- Nikolaj Ivanovič Andrusov
- Igor Ardašev
- Alexandr Andrejevič Archangelskij
- Nikolaj Ivanovič Astrov
- Arkadij Timofejevič Averčenko
- Nikolaj Valerianovič Bibikov
- Michal Bystrov
- Vladimír Bystrov
- Jelizaveta Černěckaja
- Viktor Vasiljevič Červanin
- Alexandr Grigorjevič Česnokov
- Konstantin Čcheidze
- Alexandr Vasiljevič Čičerin
- Jevgenij Nikolajevič Čirikov
- Pjotr Dmitrijevič Dolgorukov
- Vladimír Hejmovský
- Nikolaj Alexandrovič Chodorovič
- Nikolaj Nikolajevič Ipaťjev
- Leon Jakimič
- Dmitrij Jaškin
- Natalia Grigorjevna Jašvili
- Nikodim Pavlovič Kondakov
- Leontij Vasiljevič Kopeckij
- Anastazie Kopřivová
- Timofej Kožuchov
- Naděžda Nikolajevna Kramářová
- Ivan Ivanovič Lapšin
- Lilian Malkina
- Maniak (rapper)
- Grigorij Musatov
- Vasilij Ivanovič Němirovič-Dančenko
- Jelizaveta Nikolská
- Pavel Ivanovič Novgorodcev
- Vadim Petrov
- Pjotr Nikolajevič Savickij
- Jaroslav Svatoš
- Sergej Alexandrovič Trailin
- Elizaveta Ukolova
- Baďma Ulanov
- Ivo Vasiljev
- Alexandr "Saša" Večtomov
- Ivan Večtomov
- Sergej Nikolajevič Vojcechovský
- Vasilij Ivanovič Zacharka